# Carovigno
Carovigno es una localidad italiana de la provincia de Brindisi, región de Puglia, con 16.050 habitantes.

## Evolución demográfica
| Gráfica de evolución demográfica de Carovigno entre 1861 y 2011 |
|                                                                 |
| Fuente ISTAT - elaboración gráfica de Wikipedia                 |

## Ciudades hermanadas
Carovigno mantiene un hermanamiento de ciudades con:
- Corfú, Islas Jónicas, Grecia.